# Roger Morris (Architekt)

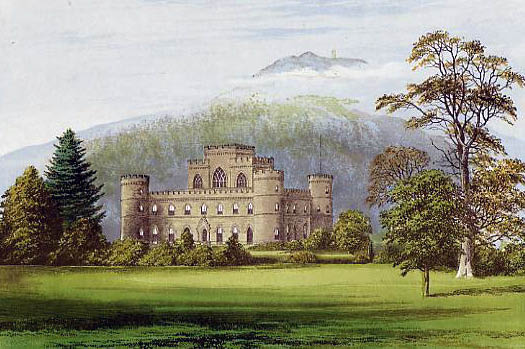
Inverary Castle (1880)

Roger Morris (* 19. April 1695 in London; † 31. Januar 1749 ebenda) war ein englischer Architekt. Er gehörte zu den begabtesten und eigenständigsten Vertreter des Palladianismus.
Roger Morris erhielt mehrere wichtige Kommissionen während seiner Karriere, unter anderem erbaute er die Palladian Bridge im Park von Wilton House in Wiltshire (1736–1737); Marble Hill House in Twickenham (1724–1729); White Lodge in Richmond Park, Whitton Place in der Grafschaft Middlesex (1732–1739, zerstört) und Clearwell Castle in Gloucestershire (um 1728).
Die Herzöge von Argyll, die Häuptlinge des Clans Campbell, machten Inveraray zur Royal Burgh und brachten ihm damit die Stadtrechte. 1744 wurde dann der gesamte Ort und die alte Stammburg niedergebrannt, um die neuen Pläne von John Vanbrugh für das Schloss (Inveraray Castle) und die Stadt zu realisieren. Die Arbeiten nach den Plänen der Architekten Roger Morris und William Adam, der Prototyp einer Reihe von gotisierenden englischen Herrschaftshäusern, begannen 1746 und dauerten bis 1789.